# 호삼 아이에시
호삼 아이에시(1995년 4월 14일 ~ , 스웨덴어: Hosam Aiesh, 아랍어: حُسَام عَايِش)는 스웨덴에서 태어난 시리아의 축구 선수로 대한민국 K리그1의 FC 서울에서 공격수로 활동 했으며 K리그 등록명은 아이에쉬이다.

## 클럽 경력
호삼 아이에시는 BK 헤켄에서 커리어를 시작하였다. 2014년에 바르베리 BoIS에 임대되어 활약하였고, 2015년 1월 1일에 자유 계약으로 외스테르순드 FK에 입단하였다. 그러나 2016년 4월 1일에 그는 2016년 7월 1일까지 바르베리 BoIS에 다시 임대되었다.
2017년 아이에시는 스벤스카 쿠펜 결승전에서 외스테르순드가 IFK 노르셰핑을 4-1로 승리하면서 2017-18년 UEFA 유로파리그 진출권 획득과 동시에 첫 메이저 트로피를 거머쥐었다. 그는 2017년 7월 13일 유로파리그 2차 예선에서 유로파리그 데뷔전을 치뤘다. 외스테르순드는 홈에서 터키의 거함 갈라타사라이를 상대로 2-0으로 승리를 거두었고, 이후 원정경기에서 1-1 무승부를 거두며 갈라타사라이를 누르고 3차 예선에 진출하였다.
2017년 8월 24일, PAOK과의 3차 예선 경기에서 당시 아이에시의 팀 동료 사만 고도스가 2골을 넣는 활약으로 PAOK을 꺾고 처음으로 조별 예선 단계에 진출하였다. 이후 조별리그 단계에서 단 한 경기만 패배하였고, 아틀레틱 빌바오, 헤르타 BSC가 속한 조에서 2위를 차지하여 32강 토너먼트에 진출하였다. 이 기록으로 외스테르순드는 UEFA가 UEFA컵을 유로파리그로 이름을 바꾼 이후에 처음으로 조별 리그 단계를 넘어선 스웨덴 클럽이 되었다.
이후 32강전에서 잉글랜드의 클럽인 아스널에게 1차전에서 3-0으로 패배하였고, 에미레이츠 스타디움에서 열린 2차전에서 아이에시와 그의 동료 켄 세마의 골로 2-1로 승리하였지만, 총합 스코어 4-2로 32강에서 탈락하였다.
이후 호삼 아이에시는 2019년에 IFK 예테보리로 이적하였다.

## 국가대표팀 경력

### 스웨덴
팔레스타인인과 시리아인의 부모 사이에서 태어난 아이에시는 스웨덴에서 태어났기 때문에 팔레스타인, 시리아, 스웨덴 3개의 대표팀을 선택할 수 있었다. 이후 아이에시는 2017년 8월에 팔레스타인 국가대표팀을 선택하겠다는 의사를 밝혔지만, 그는 2018년 12월 3일에 스웨덴 대표팀에 차출되었고 2019년 1월 9일 핀란드와의 친선 경기에서 처음으로 출전하였다. 스웨덴 국가대표팀 경기에 유일하게 출전한 경기는 친선 경기였기 때문에 그는 아직 시리아와 팔레스타인 국가대표팀으로 출전할 자격이 남아있었다.

### 시리아
2022년 2월 1일 아이에시는 대한민국에게 2-0으로 패한 2022년 FIFA 월드컵 예선 경기에서 60분에 아므로 젠야트의 교체 선수로 출전하며 시리아 축구 국가대표팀 데뷔전을 치뤘다.